# Nemadactylus bergi
Nemadactylus bergi är en fiskart som först beskrevs av Norman, 1937.  Nemadactylus bergi ingår i släktet Nemadactylus och familjen Cheilodactylidae. Inga underarter finns listade i Catalogue of Life.